# Saint-Brès (Gard)
Saint-Brès è un comune francese di 660 abitanti situato nel dipartimento del Gard, nella regione dell'Occitania.

## Società

### Evoluzione demografica
Abitanti censiti